# Empfängerdynamik

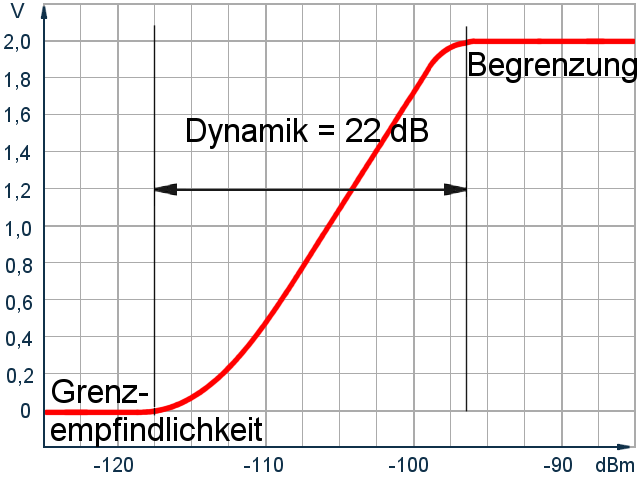
Eine Empfängerdurchlasskurve

In der Durchlasskurve eines Empfängers ist die Empfängerdynamik der Bereich zwischen der Grenzempfindlichkeit (maximale Empfindlichkeit) und dem Bereich der Begrenzung des Ausgangssignals.
Zur Messung einer Empfängerdurchlasskurve wird mit einem Signalgenerator ein Signal definierter Größe an den Empfängereingang geschaltet und die Amplitude des Ausgangssignals des Empfängers gemessen. Zwei Werte sind hier von besonderer Bedeutung. Das sind
- die Grenzempfindlichkeit und
- der Bereich der Begrenzung des Ausgangssignals.

Die Grenzempfindlichkeit ist der Pegel, bei dem gerade noch keine Amplitude eines Ausgangssignals messbar ist (in der Grafik ist das der Pegel −118 dBm). Bei einer stetigen Erhöhung des Pegels des Eingangssignals ist idealerweise ein linearer Anstieg des Ausgangssignals messbar. Ab einem bestimmten Pegel (hier ab −96 dBm) ist keine Erhöhung der Amplitude mehr möglich, das Ausgangssignal hat seinen maximal möglichen Wert erreicht. Der Empfänger ist in der Begrenzung. Die Differenz zwischen diesen beiden absoluten Pegeln ist definiert als die Empfängerdynamik, welche dann in einem relativen Pegel angegeben wird (hier 22 dB).
Praktische Bedeutung hat diese Messung bei der Konstruktion von Empfängerschaltungen. Der Empfänger sollte nur so empfindlich wie nötig sein. Eine zu große Empfindlichkeit bewirkt nur, dass zusätzliche Störsignale empfangen werden. Wird der Empfänger durch zu starke Eingangssignale in die Begrenzung getrieben, dann entstehen nichtlineare Verzerrungen (Klirrfaktor) und die Qualität des empfangenen Signals verschlechtert sich.
Bei in Radargeräten verwendeten Empfängern ist jedoch eine möglichst große Empfindlichkeit gefordert. Um einen Betrieb im Bereich der Begrenzung zu vermeiden, muss hier also die Empfängerdynamik größer sein, als bei Empfängern der Kommunikationstechnik, welches durch den Einsatz von logarithmischen Verstärkern erreicht wird. 